# F.I.V. Edoardo Bianchi
La Fabbrica Italiana Velocipedi Edoardo Bianchi, conosciuta semplicemente come Bianchi, è la fabbrica di biciclette più antica al mondo ancora esistente, un tempo anche importante casa automobilistica e motociclistica italiana, fondata a Milano nel 1885 da Edoardo Bianchi.
 Oggi fa parte del Gruppo svedese Cycleurope AB.

## Storia

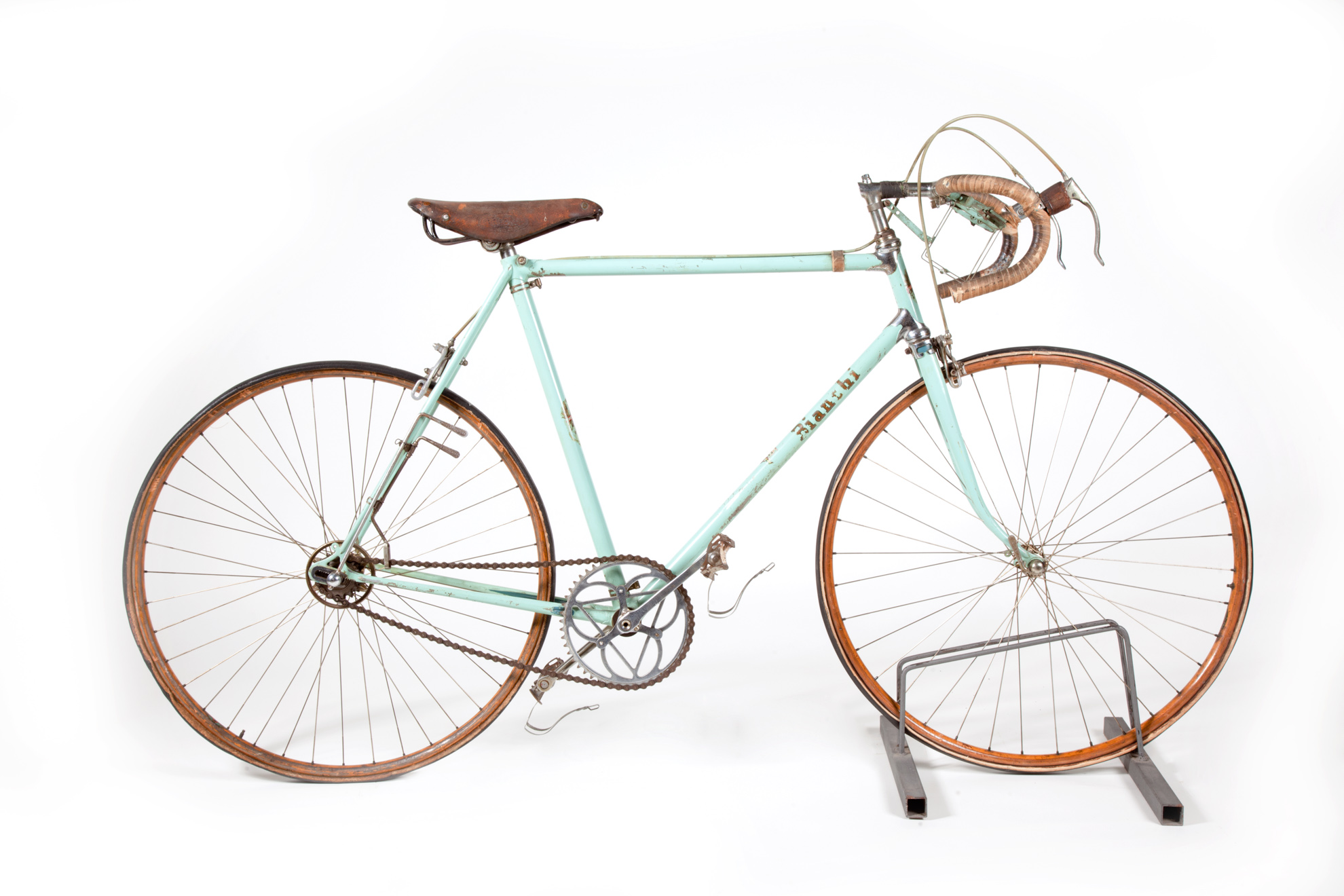
Bicicletta Bianchi 1950-1952 utilizzata da Fausto Coppi. Conservata presso il Museo nazionale della scienza e della tecnologia Leonardo da Vinci di Milano.

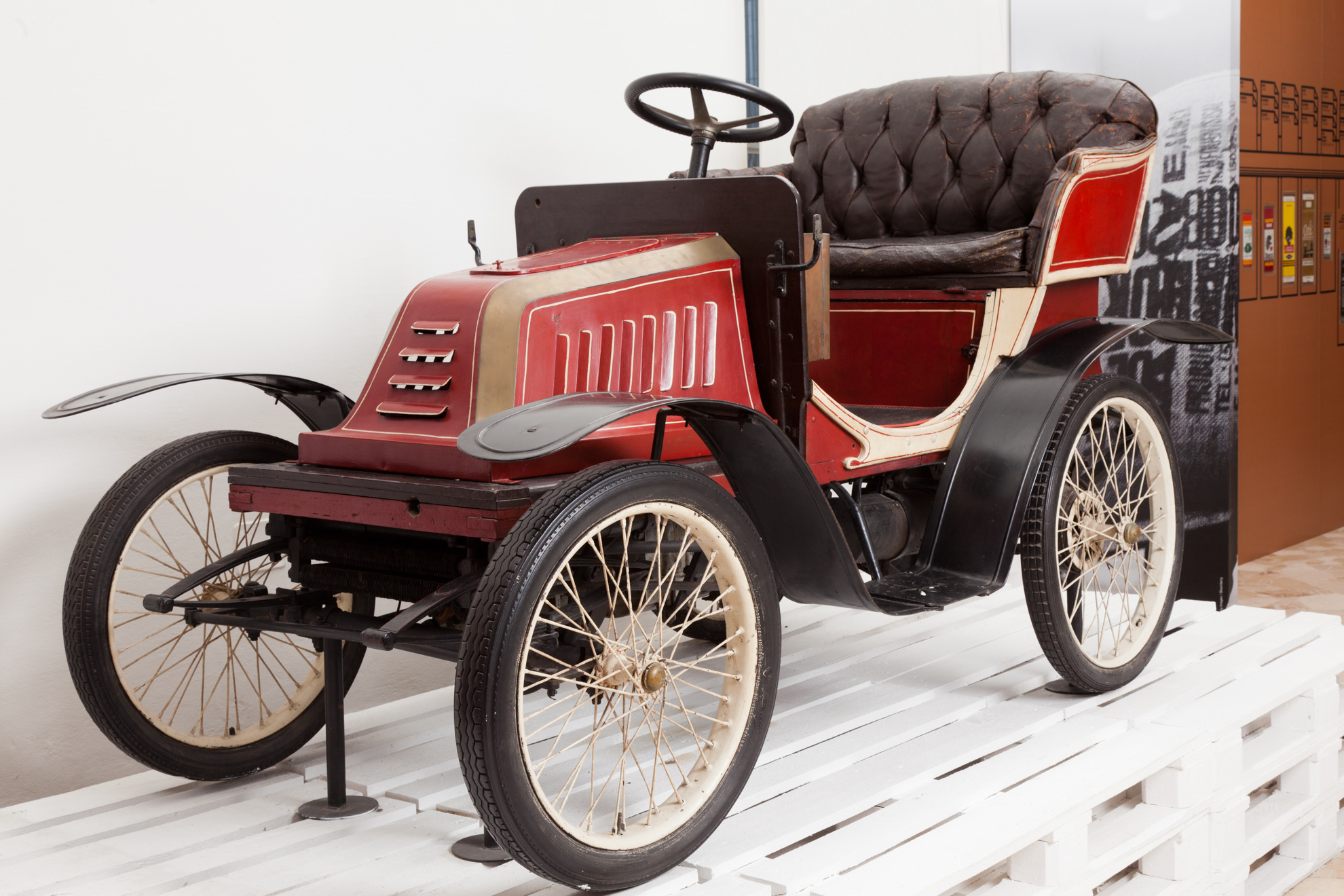
Vetturetta Bianchi 8 HP conservata al Museo nazionale della scienza e della tecnologia Leonardo da Vinci di Milano.

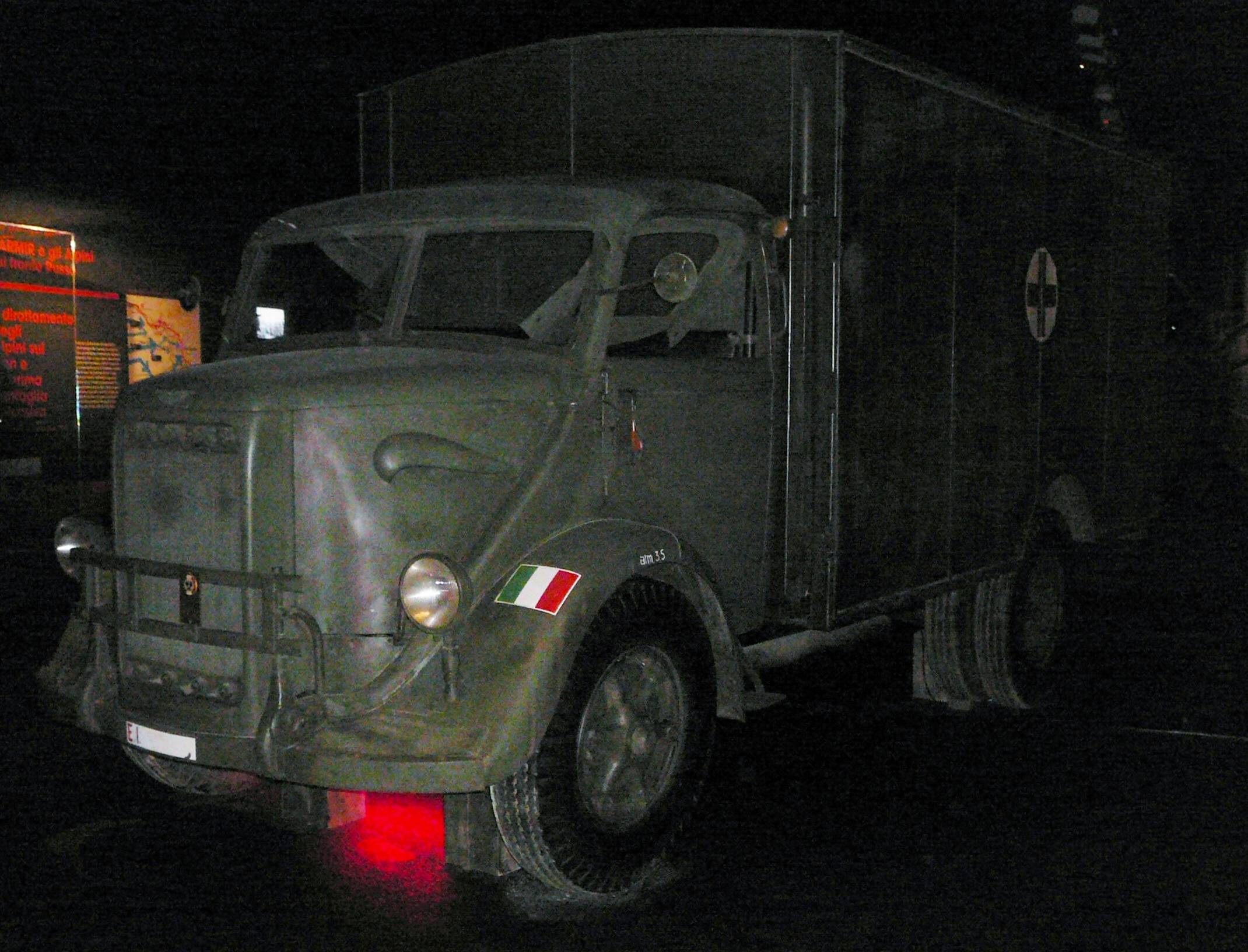
Esemplare di autocarro Bianchi Miles unificato, usato dall'Esercito Italiano adibito ad ambulanza.

Nata come piccola officina per la costruzione e riparazione di velocipedi, l'attività dell'azienda si espanse, dal 1899, ai settori dei veicoli motorizzati, dapprincipio attraverso la produzione di motocicli e successivamente di autovetture, sotto la ragione sociale di Fabbrica Automobili e Velocipedi Edoardo Bianchi.
Edoardo Bianchi, nel 1901, concentrò buona parte delle energie nella progettazione di una elegante vetturetta, la Bianchi 8 HP; fu così che nel 1903 Bianchi iniziò la fabbricazione di una serie di automobili esclusive, riservate a una clientela facoltosa, realizzate artigianalmente e con materiali e finiture di pregio, tra le prime di lusso al mondo a popolare le strade delle città, fino ad allora percorse solo da carrozze, carri, pedoni e qualche tram a cavalli o a vapore.
Sulla spinta della costante crescita delle attività l'azienda attuò rapidamente importanti investimenti anche in ambito industriale, affiancando alla prima fabbrica di via Bixio a Milano un nuovo stabilimento in viale Abruzzi, e nel 1906 una sede produttiva a Brescia, destinata unicamente alla costruzione di autocarri; ma dati i ridotti margini di vendita in questa prima fase della sua esperienza nell'ottica dei mezzi industriali, la stessa viene chiusa nel 1908. Tuttavia, negli anni successivi la Bianchi ricevette numerosi riconoscimenti, in sede nazionale ed internazionale, come il "Gran Prix" ad una manifestazione svoltasi a Buenos Aires, nonché il "diploma" del Ministero dell'Industria all'Esposizione internazionale di Torino (1911) (anno in cui fu presente anche alla Esposizione di Londra).
Nel 1914 l'azienda produsse 45.000 biciclette, 1.500 moto e 1.000 automobili, riuscendo poi ad affacciarsi, per un breve tempo, anche nel campo dell'aviazione, grazie ad un accordo di collaborazione sottoscritto con l'Isotta Fraschini, all'epoca particolarmente attiva nel campo della fabbricazione di motori aerei.
Fin dalle origini la Bianchi si dedicò alle corse ciclistiche, poi automobilistiche e, dagli anni venti, a quelle nel motociclismo; tra suoi più importanti alfieri si annoverano: Tazio Nuvolari, Amilcare Moretti, Dorino Serafini e Alberto Ascari.
Interrotta la produzione di automobili in concomitanza con lo scoppio del secondo conflitto mondiale (l'ultimo modello a listino fu la celebre Bianchi S9), l'azienda intensificò i suoi processi lavorativi nei settori della meccanica, Officine Metallurgiche Edoardo Bianchi, che divennero particolarmente rilevanti nella fabbrica di Desio, inaugurata nel 1937. Ampliando inoltre le attività nell'ambito degli autocarri e dei veicoli per uso militare, sviluppando fra i numerosi esempi il Miles, oltre al motocarro Supermil 500 e al mezzo speciale VM 6C e per il Regio Esercito Italiano. Proseguendo l'attività di fornitura di autotelai per autobus ad alcune ditte del settore, finché i bombardamenti non minarono i processi produttivi nelle fabbriche, soprattutto al centro produttivo di viale Abruzzi, che risultò poi il più colpito.

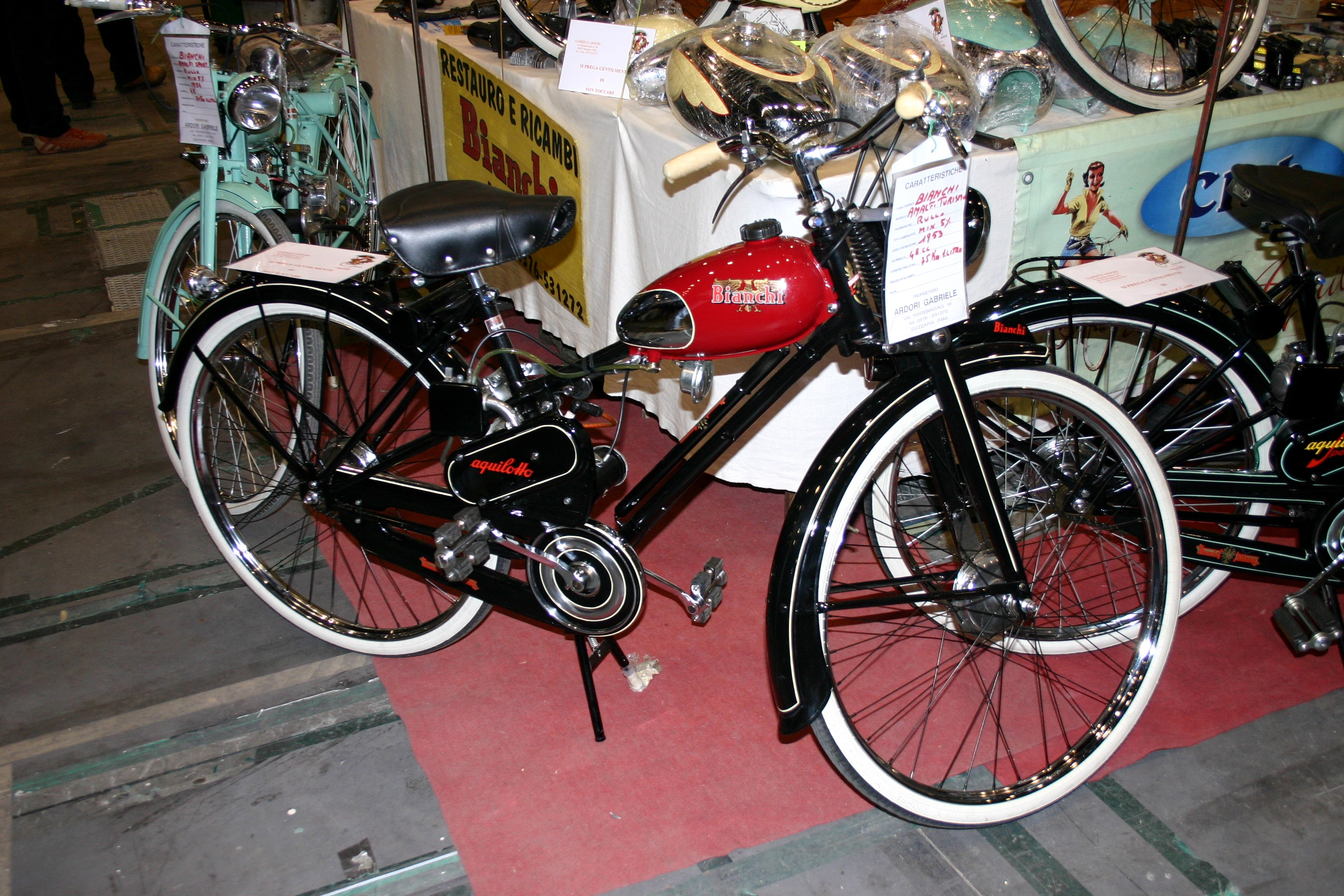
Un ciclomotore Bianchi Aquilotto del 1953, Cilindrata 48 cc.

Terminata la guerra, nonostante le difficoltà economiche e gestionali insorte alla morte del fondatore Edoardo, la Bianchi riuscì a risollevarsi, contribuendo alla ricostruzione e motorizzazione dell'Italia con la Bianchina, motoleggera di 125 cm³ e l'Aquilotto, ciclomotore di cui era disponibile per la vendita pure il motore sciolto da applicare alle biciclette. Tentando la strada di cimentarsi nella commercializzazione dei piccoli veicoli da trasporto merci, con il modello di motocarro Supermil 49, presentato nel 1948 ed equipaggiato con un inedito propulsore 500 cm³ e 18 CV potenza, in grado di porsi in diretta concorrenza all'Ercole, proposto nel medesimo periodo dalla Moto Guzzi.
La parte relativa alle quattro ruote, seppure legata a una produzione di nicchia e relativamente circoscritta alla costruzione degli autocarri, tra cui i modelli: Audax, CM 54,  Fiumaro e Visconteo e alla realizzazione di allestimenti speciali come i tre esemplari di autobus chiesa, a metà anni cinquanta divenne una società autonoma controllata in parte dall'azienda e dopo una prima unione di forze con Pirelli e Fiat, che diede vita all'Autobianchi nel 1955, permettendo il ritorno della casa nel settore auto, fu totalmente ceduta agli altri due soci insieme allo stabilimento di Desio nel 1958.
L'attività nell'ambito delle due ruote, ribattezzata dopo la nascita dell'Autobianchi Fabbrica Motocicli e Velocipedi Edoardo Bianchi, con a capo dell'Ufficio Tecnico dal 1959 Lino Tonti, proseguì il suo corso, mediante il debutto delle motociclette 250-350-500 bicilindriche bialbero, che permisero alla Bianchi il ritorno nelle competizioni ai Gran Premi del 1960; parallelamente alla nascita dei prodotti destinati al Motocross, alle linee dei modelli MT 61 dell'Esercito Italiano, dello scooter Orsetto 80, della Sila 175 "motoleggera di intonazione sportiva".
Nel 1958 la Bianchi, trasformata a tutti gli effetti in un gruppo finanziario costituito da varie imprese, cessa l'attività nella storica sede centrale di viale Abruzzi, vendendo la proprietà dell'area a una società immobiliare, che vi costruirà al posto degli edifici di fabbrica un complesso residenziale. Le linee di montaggio dei rami ciclistico e motociclistico vengono trasferite con quelle delle Officine Metallurgiche Edoardo Bianchi in una porzione industriale dell'ex Aeronautica Caproni di via Fantoli, quartiere milanese alla periferia di Taliedo. Contestualmente, nasceranno per volontà di Giuseppe Bianchi, figlio del fondatore Edoardo, le ragioni sociali Edoardo Bianchi Motomeccanica S.p.A. e Bianchi Nautica, quest'ultima dedicata alla vendita dal 1957 di una piccola imbarcazione da diporto, la Katamar che, nonostante gli ambiziosi propositi, non godrà di un buon esito di vendite, tanto da compromettere nel breve la fine dell'iniziativa industriale, con pesanti perdite per l'azienda.
Di li a poco, la profonda crisi del settore motociclistico degli anni sessanta fa entrare la Bianchi in una grave crisi finanziaria, che sfocerà alla fine del 1964 nella dichiarazione di liquidazione della società; sancendo, al contempo, la conclusione di ogni divisione aziendale nata allo scorporo delle Officine Metallurgiche Edoardo Bianchi.

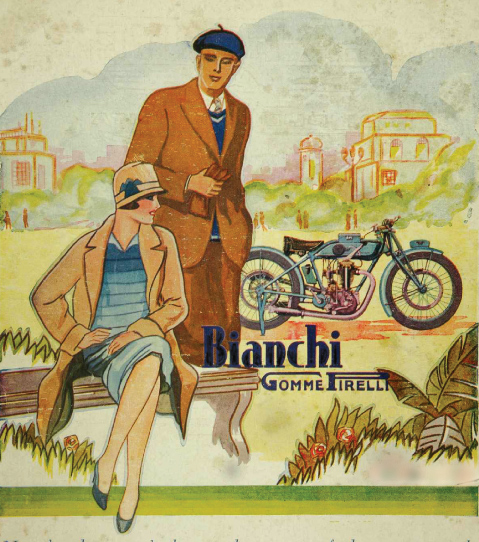
Inserzione pubblicitaria della "Bianchi" - anno 1928.

La vendita delle moto Bianchi Velo proseguirà quasi esclusivamente con le rimanenze di magazzino sino alle soglie anni settanta, mentre il settore delle biciclette abbandonerà definitivamente Milano per continuare l'attività in un moderno stabilimento a Treviglio, per iniziativa dell'industriale bergamasco Angelo Trapletti e poi del Gruppo Piaggio; dando vita nel 1973 alla squadra ciclistica Bianchi-Piaggio (co-sponsorizzata per alcune stagioni anche Faema-Campagnolo), la quale registrerà la presenza come grande team leader fino al 1979 di Felice Gimondi (sotto la direzione tecnica dei preparatori atletici Vittorio Adorni e poi di Giancarlo Ferretti); contribuendo a riportare in auge nel panorama mondiale il nome dell'azienda, che diverrà oltremodo proprietaria dei marchi Chiorda, Puch e fino al 2011 della Legnano.
Negli anni settanta la Bianchi conoscerà inoltre un significativo tentativo al ritorno al commercio dei ciclomotori marchiati Bianchi, equipaggiati con Motori Minarelli, modelli Bianchi Matic e Snark; ciononostante le attività in tale settore verranno in seguito abbandonate.
Dal 1985, la squadra di ciclismo Bianchi si fonderà con quella della Sammontana, dando origine alla cosiddetta Sammontana-Bianchi, diretta da Waldemaro Bartolozzi e costruita attorno alle figure chiave dei campioni Moreno Argentin e Tommy Prim. Nel 1987, il team cambierà nuovamente nome in Gewiss-Bianchi, a seguito dell'accordo commerciale con il nuovo sponsor Gewiss, fino all'uscita di scena della squadra Bianchi dal mondo delle competizioni legate al ciclismo su strada nel 1989, quando i vertici dell'azienda preferirono concentrarsi nella sola attività di fornitura di biciclette ad alcune squadre indipendenti attive in tale sport.

## L'azienda dagli anni '90
Dal maggio 1997 la Bianchi è entrata a far parte del Gruppo svedese Cycleurope AB, la più importante azienda mondiale nel settore ciclistico. I marchi del Gruppo Bianchi si sono aggiunti a quelli di Cycleurope creando un raggruppamento unico nel mercato della bicicletta, per ampiezza dell'offerta e capillarità della distribuzione a livello mondiale.

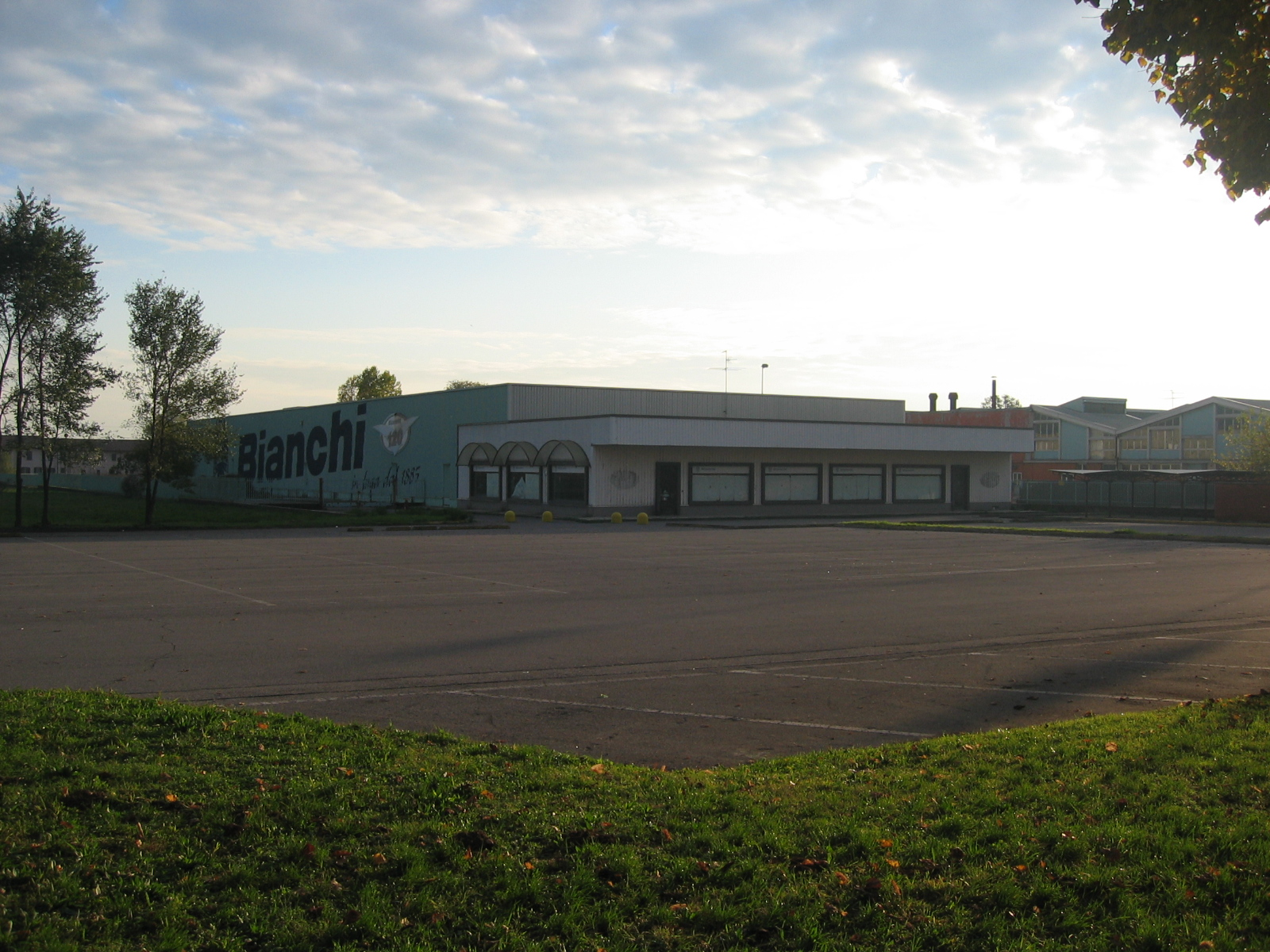
L'odierna sede della Bianchi a Treviglio nel 2008.

Oggi, nello stabilimento italiano di Treviglio viene eseguita la progettazione e la sola produzione dell'alto di gamma.
Il marchio Bianchi è tra i più prestigiosi per la produzione di bici da corsa, che furono usate da grandi campioni del passato, a partire da Giovanni Gerbi (il diavolo rosso), Giuseppe Olmo, Costante Girardengo, Fausto Coppi, Felice Gimondi, Moreno Argentin, Gianni Bugno, Ivan Gotti, Stefano Garzelli, Marco Pantani ed ultimamente Primož Roglič e Wout Van Aert.
La produzione odierna non si limita alla realizzazione di biciclette da passeggio e da gara (Reparto Corse), ma anche a mountain bike, modelli S, BMX ed e-bike (a pedalata assistita).
Simbolo dell'azienda è il particolare colore con cui venivano e vengono tuttora verniciate le biciclette, un verde acqua chiamato spesso celeste Bianchi.
Da alcuni anni la Bianchi è altresì impegnata nella ricerca di nuovi sistemi di mobilità alternativi, grazie al programma Lif-E, dedicato alla mobilità elettrica intelligente, con cui la casa ha presentato nel corso del 2019 E-SUV (Electric Sports Utility Vehicle), un innovativo modello di bicicletta elettrica capace di andare praticamente ovunque, nel pieno rispetto dell'ambiente e seguendo le esigenze ed i desideri di scoperta del cliente.
Nel corso del 2021 la Bianchi ha avviato un ambizioso progetto di ristrutturazione della fabbrica di Treviglio, con l'obbiettivo di portare in Italia nei prossimi anni la produzione dei telai in carbonio, comprendendo allo stesso tempo un aumento complessivo dell'attività connessa all'assemblaggio di biciclette. Il progetto prevede inoltre la costituzione in loco di un museo dedicato alla storia dell'azienda.

## Modelli prodotti

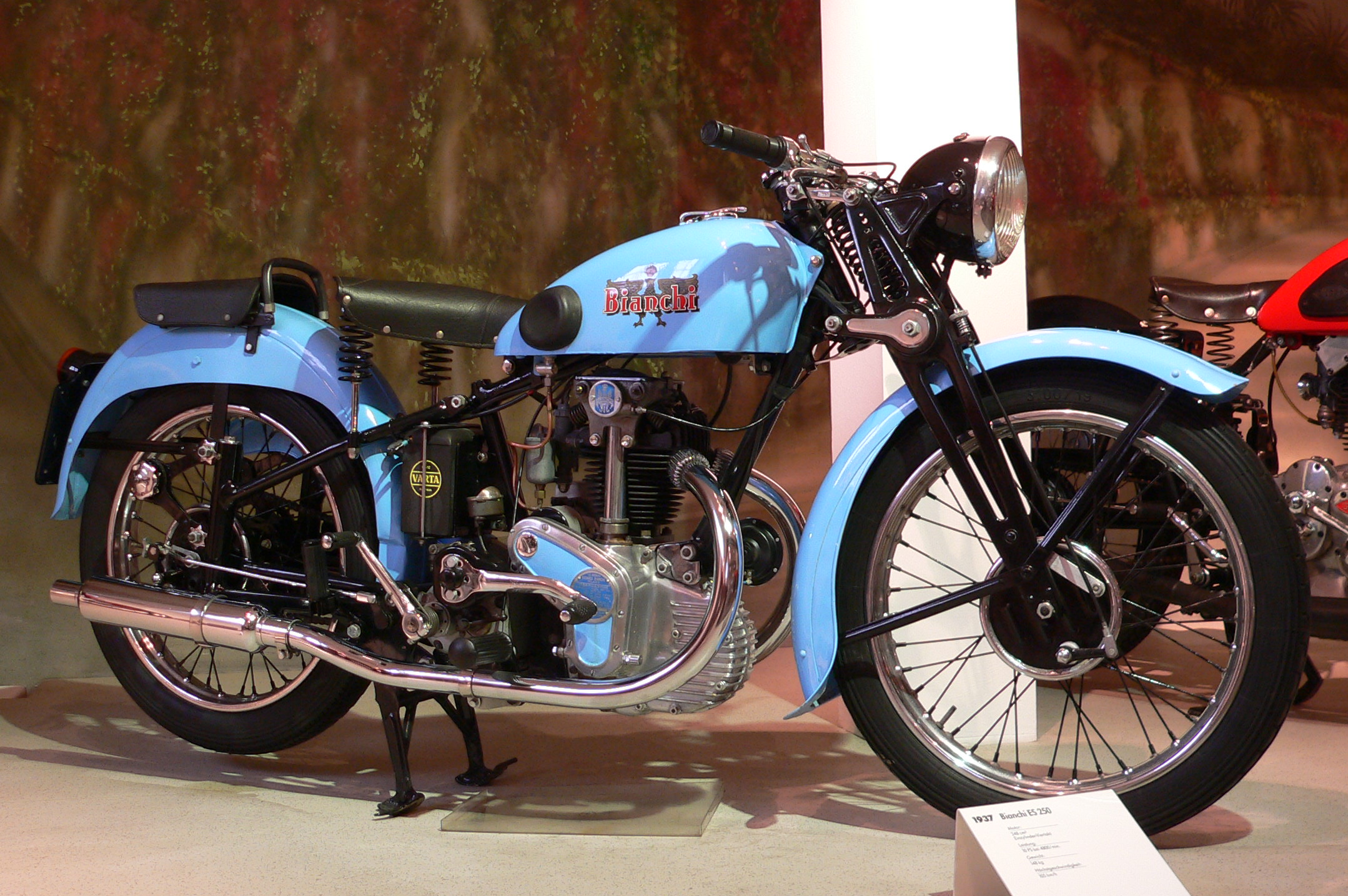
Una ES250 del 1937.

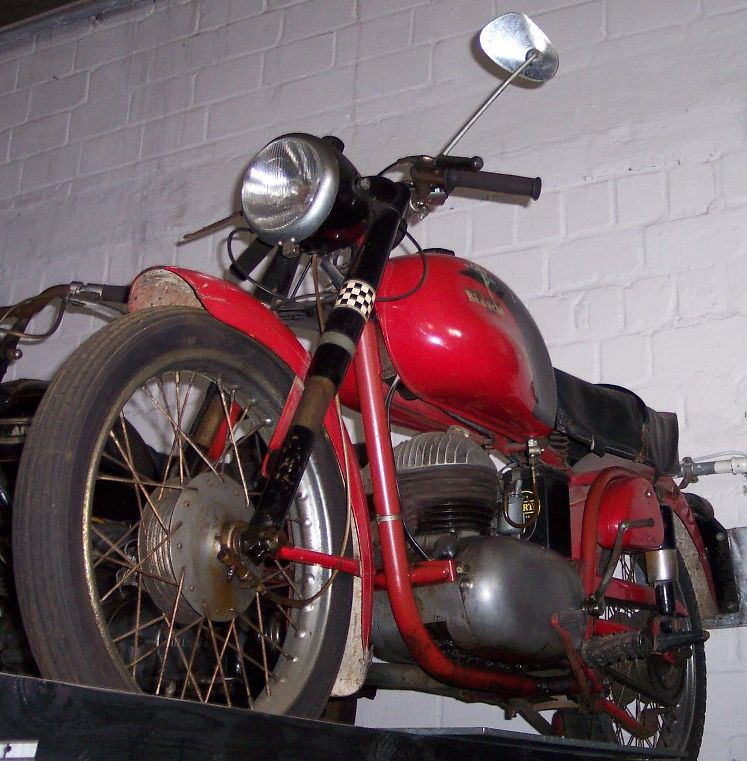
Una Mendola del 1960.

Vi sono ancora scarse informazioni sulla produzione motoristica Bianchi perciò la lista seguente è incompleta.

### Motociclette
- 1902: Bianchi Bicicletto a Motore "Motocicletto"
- 1915: Bianchi C75
- 1925: Bianchi 350 B.N.
  - Bianchi 350 B.N.
  - Bianchi 400 B.N. SideCar
- 1925: Bianchi 600 G[16]
- 1926: Bianchi 175 P
- 1928: Bianchi 350 M.N.[17]
- 1937: Bianchi ES250
- 1947: Bianchi 250 "Stelvio"
- 1949: Bianchi 125 "Bianchina"
- 1951: Bianchi "Aquilotto"
- 1953: Bianchi 175 "Cervino"
- 1954: Bianchi 48
  - Bianchi "Amalfi"
  - Bianchi "Rapallo"
- 1954: Bianchi 49 "Sparviero"
- 1954: Bianchi 55 "Turchino"
- 1954: Bianchi 70 "Gardena"
- 1954: Bianchi 80 "Orsetto"
- 1954: Bianchi 125 
  - "Mendola"
  - "Bernina"
- 1954: Bianchi 175 "Tonale"
- 1964: Bianchi 175 "Sila"

### Automobili
- 1899: Bianchi 2 e 1/4 HP[20]
  - Triciclo Bianchi Cav.2 e 1/4
  - Quadriciclo Bianchi Cav.2 e 1/4
- 1900: Bianchi 4 HP
- 1901: Bianchi 4 e 1/2 HP[21]
- 1901: Bianchi 8 HP
- 1902: Bianchi 6 HP[22]
- 1902: Bianchi 6 e 1/2 HP
- 1902: Bianchi 10 HP
- 1902: Bianchi 16 HP
- 1902: Bianchi 20 HP
- 1903: Bianchi 12 HP
- 1906: Bianchi 16/22 HP
- 1906: Bianchi 16/24 HP
- 1906: Bianchi 24/40 HP
- 1907: Bianchi 15 HP
- 1907: Bianchi 20/30 HP
- 1908: Bianchi 70 HP
- 1909: Bianchi Tipo C[23]
- 1909: Bianchi Tipo D
- 1909: Bianchi Tipo G
- 1909: Bianchi Tipo A
- 1909: Bianchi Tipo E
- 1913: Bianchi 30/35 HP
- 1914: Bianchi Tipo S
- 1916: Bianchi Tipo S2 [24]
- 1914: Bianchi Tipo B[25]
- 1919: Bianchi Tipo 12
- 1919: Bianchi Tipo 19
- 1919: Bianchi Tipo 15 [26]
- 1922: Bianchi Tipo 18 [27]
- 1923: Bianchi Tipo 16
- 1924: Bianchi Tipo 20 [28]
- 1924: Bianchi Tipo 84
- 1925: Bianchi S/4 [29]
- 1927: Bianchi S/7
- 1928: Bianchi S/5 [30] [31]
- 1929: Bianchi S/8
- 1934: Bianchi S/9 [32]
- 1938: Bianchi S/6

#### Produzione Autobianchi
- 1957: Autobianchi Bianchina
- 1963: Autobianchi Stellina
- 1964: Autobianchi Primula
- 1966: Autobianchi 500 Giardiniera
- 1969: Autobianchi A111
- 1969: Autobianchi A112
- 1985: Autobianchi Y10

### Automobili da competizione
- 1907: Bianchi 120 HP
- 1922: Bianchi Due Litri

### Furgoni e Autocarri
- 1928: Bianchi Furgoncino a motore[17]
- 1934: Bianchi Mediolanum 36
- 1946: Bianchi Cives 46
- 1951: Bianchi Audax
- 1952: Bianchi Sforzesco 24
- 1952: Bianchi Fiumaro
- 1952: Bianchi Filarete
- 1952: Bianchi Visconteo

#### Produzione Autobianchi
- 1955: Autobianchi Filarete (II Serie)
- 1955: Autobianchi Fiumaro (II Serie)

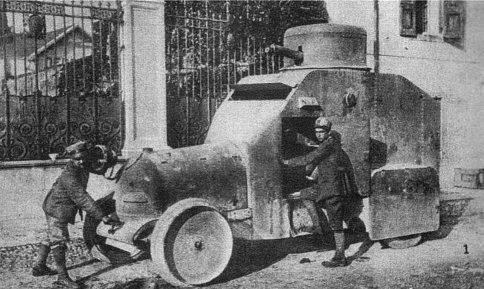
Un autoblindo Bianchi Mod.1912

- 1955: Autobianchi Visconteo
- 1959: Autobianchi Scaligero
- 1959: Autobianchi Estense

### Veicoli militari
- 1911: Autoblindo Bianchi (Mod.1912)
- 1914: Bianchi Tipo M
- 1915: Autoblindo Bianchi (Mod.1915)[34]
- 1915: Bianchi C75
- 1916: Autoblindo Bianchi (Mod.1916)[34]
- 1934: Bianchi Mediolanum 36
- 1937: Bianchi 500 M
- 1938: Bianchi Miles
- 1938: Bianchi VM 6C
- 1954: Bianchi CM54
- 1961: Bianchi MT61 318cc.

## Albo d'oro motociclistico

### Campionato d'Europa FICM
1925 - Classe 350, Tazio Nuvolari

### Campionato Italiano Velocità
1926 - Classe 350, Tazio Nuvolari
1928 - Classe 350, Amilcare Moretti
1929 - Classe 350, Amilcare Moretti
1936 - Classe 500, Dorino Serafini
1961 - Classe 500, Ernesto Brambilla
1964 - Classe 500, Remo Venturi